# Ottmar Wilhelm
Ottmar Wilhelm Grob (Valdivia, 25 de agosto de 1898 - ibídem, 24 de mayo de 1974) fue un médico y catedrático chileno. Académico, decano y organizador del primer plan de estudios de la Facultad de Medicina de la Universidad de Concepción, fue además socio fundador y miembro honorario de la Sociedad de Biología, así como Director del Instituto Central de Biología.
Autor de numerosas publicaciones en ciencia médica y de un texto sobre parasitología humana, también participó en diversos congresos médicos nacionales y en el extranjero.

## Biografía

### Infancia
Fue el tercero de cinco hermanos, todos hijos de los chilenos Gottlob Wilhelm König y Rosa Grob Vogt, y nieto por parte paterna de dos alemanes. Ottmar nació en Valdivia, donde se instalaron sus abuelos, una ciudad caracterizada por su importante inmigración alemana.

### Estudios
Realizó sus estudios secundarios en Santiago, en el Internado Nacional Barros Arana. Estudió medicina en la reconocida Facultad de Medicina de la Universidad de Chile, de donde egresó y se tituló en 1923 junto a otros tres médicos que tendrían como él una exitosa trayectoria profesional: Víctor Manuel Avilés, Alejandro Garretón y Hernán Alessandri. Junto a este último fue galardonado con el Premio Clin de ese año, destacando Alessandri en clínicas y Wilhelm como el mejor de su promoción en ciencias médicas.

### Vida laboral

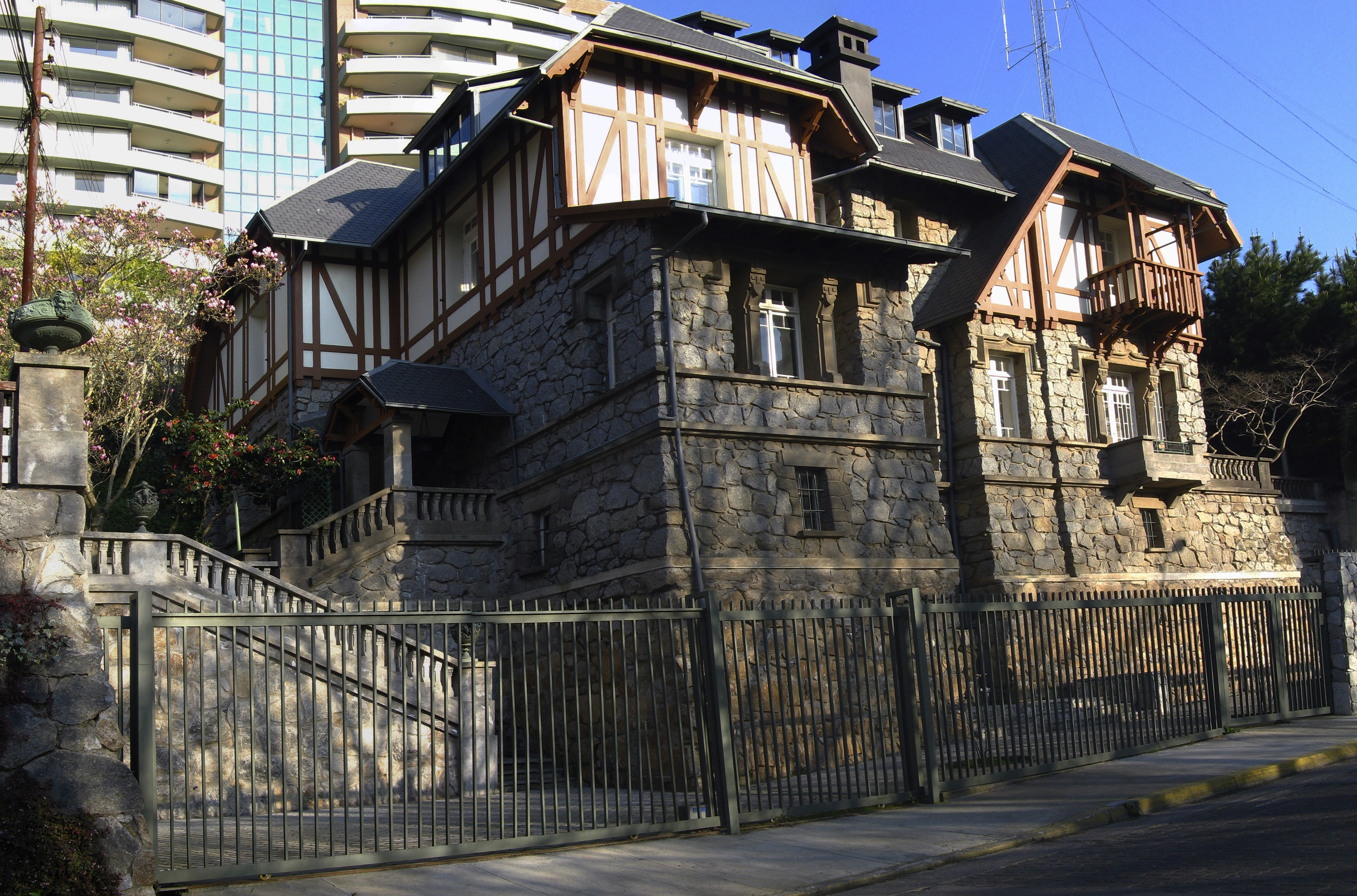
La hoy llamada Casa Dr. Wilhelm en 2012, ubicada a los pies del Cerro Caracol, frente al Parque Ecuador de Concepción. Wilhelm la compró en 1918 al dentista Fryederup, acabando su construcción en 1924.

Apenas recibirse, Wilhelm comienza a trabajar en Santigo como jefe de trabajos del médico y académico italiano Juan Noé.
Al año siguiente, en 1924, se crea en la ciudad de Concepción la Escuela de Medicina de la Universidad de Concepción, y Wilhelm, comisionado por la Facultad de la Universidad de Chile, es llevado a dicha ciudad para organizar el plan de estudios y ejercer como académico en la cátedra de Biología General. Su clase inaugural, que trató de contenidos médicos y de ética, fue dictada para los primeros alumnos y autoridades de Concepción y Santiago, en la ahora desaparecida Escuela de Farmacia ubicada en la Avenida Libertador Bernardo O'Higgins 850.
También toma la cátedra de Zoología Médica y un año después se le asigna la cátedra de Patología General en la Escuela Dental. Sus clases gozaban de buena reputación, alcanzando normalmente los doscientos alumnos.
Fue socio fundador de la Sociedad de Biología, y se desempeñó por varios años como decano de la Facultad de Medicina y como Director del Instituto Central de Biología.
Casó con Paulina Perelman Rott, con quien tuvo cinco hijos, al menos los cuatro primeros nacidos en la ciudad de Concepción, donde se desempeñó profesionalmente durante años.

### Últimos años
Ottmar Wilhelm falleció el 24 de mayo de 1974 a la edad de 75 años. Antes de su muerte, le pidió al profesor Mario Alarcón Álvarez de la Universidad de Concepción que resguardara una pequeña caja negra de fieltro que guardaba en su oficina, la cual contenía una vasta colección particular con decenas de fotografías y documentos patrimoniales de las primeras clases de Biología en la Universidad, de la construcción del edificio de la Facultad de Medicina (el cuarto construido en la Universidad), de los primeros viajes del profesorado, copias de planos e incluso un presupuesto de 1931 que fichaba en 596 mil pesos de entonces la construcción del edificio, estando la mayoría de los costos destinados a los muros y losas de concretos (130 y 70 mil pesos, respectivamente). Dicho edificio ha resistido tres terremotos (1939, 1960 y 2010) teniendo únicamente una pequeña grieta como recuerdo de estos.
Alarcón falleció a su vez el 23 de marzo de 2003, y antes de morir mantuvo la tradición, dejándole la custodia de la caja a Franklin Carrasco, decano de la Facultad de Ciencias Naturales y Oceanográficas.